# Željeznica (Ivanec)
Željeznica falu Horvátországban Varasd megyében. Közigazgatásilag Ivanechez tartozik.

## Fekvése
Varasdtól 15 km-re délnyugatra, községközpontjától 8 km-re délkeletre az Ivaneci-hegység északi részén fekszik.

## Története
A falunak 1857-ben 41, 1910-ben 106 lakosa volt. 1920-ig Varasd vármegye Ivaneci járásához tartozott. 2001-ben 43 háztartása és 145 lakosa volt.

## Külső hivatkozások
- Ivanec város hivatalos oldala
- Az ivaneci turisztkai egyesület honlapja